# Primera División (2009/2010)
Primera División 2009/2010 – 79. edycja tych rozgrywek w historii. Brało w nich udział 20 drużyn. Pierwszy mecz rozegrano 30 sierpnia 2009, natomiast ostatni – 16 maja 2010.
Mistrzostwo Hiszpanii obronił FC Barcelona, dla którego był to 20. tytuł w historii, a jednocześnie 2. z rzędu. Do Segunda División spadły Real Valladolid, CD Tenerife oraz Xerez CD.

## Drużyny
| Uczestnicy poprzedniej edycji                                                                                 | Uczestnicy poprzedniej edycji | Uczestnicy poprzedniej edycji | Uczestnicy poprzedniej edycji |
| --- | ----------------------------- | ----------------------------- | ----------------------------- |
| BAR | FC Barcelona                  | 1                             |                               |
| RMA | Real Madryt                   | 2                             |                               |
| SEV | Sevilla FC                    | 3                             |                               |
| ATM | Atlético Madryt               | 4                             |                               |
| VIL | Villarreal CF                 | 5                             |                               |
| VAL | Valencia CF                   | 6                             |                               |
| DEP | Deportivo La Coruña           | 7                             |                               |
| MLG | Málaga CF                     | 8                             |                               |
| MAL | RCD Mallorca                  | 9                             |                               |
| ESP | RCD Espanyol                  | 10                            |                               |
| ALM | UD Almería                    | 11                            |                               |
| RSA | Racing Santander              | 12                            |                               |
| ATH | Athletic Bilbao               | 13                            |                               |
| SPG | Sporting Gijón                | 14                            |                               |
| OSA | CA Osasuna                    | 15                            |                               |
| VLD | Real Valladolid               | 16                            |                               |
| GET | Getafe CF                     | 17                            |                               |
| Awans z Segunda División 2008/2009                                                                            |                               |                               |                               |
| XER | Xerez CD                      | 1                             |                               |
| ZAR | Real Saragossa                | 2                             |                               |
| TEN | CD Tenerife                   | 3                             |                               |
| Oznaczenia: - kolumna pierwsza – skróty nazw drużyn, - kolumna trzecia – miejsce zajęte w poprzednim sezonie. |                               |                               |                               |

## Tabela
| Lp. | Drużyna             | M  | Z  | R  | P  | Bramki | Bramki | Różn. | Pkt | Uwagi                               | Bezpośrednio                |
| --- | ------------------- | -- | -- | -- | -- | ------ | ------ | ----- | --- | ----------------------------------- | --------------------------- |
| 1   | FC Barcelona (M)    | 38 | 31 | 6  | 1  | 98     | 24     | +74   | 99  | Liga Mistrzów UEFA • Faza grupowa   |                             |
| 2   | Real Madryt         | 38 | 31 | 3  | 4  | 102    | 35     | +67   | 96  | Liga Mistrzów UEFA • Faza grupowa   |                             |
| 3   | Valencia CF         | 38 | 21 | 8  | 9  | 59     | 40     | +19   | 71  | Liga Mistrzów UEFA • Faza grupowa   |                             |
| 4   | Sevilla FC          | 38 | 19 | 6  | 13 | 65     | 49     | +16   | 63  | Liga Mistrzów UEFA • Runda play-off |                             |
| 5   | RCD Mallorca1       | 38 | 18 | 8  | 12 | 59     | 44     | +15   | 62  |                                     |                             |
| 6   | Getafe CF           | 38 | 17 | 7  | 14 | 58     | 48     | +10   | 58  | Liga Europy UEFA • Runda play-off   |                             |
| 7   | Villarreal CF1      | 38 | 16 | 8  | 14 | 58     | 57     | +1    | 56  | Liga Europy UEFA • Runda play-off   |                             |
| 8   | Athletic Bilbao     | 38 | 15 | 9  | 14 | 50     | 53     | −3    | 54  |                                     |                             |
| 9   | Atlético Madryt     | 38 | 13 | 8  | 17 | 57     | 61     | −4    | 47  | Liga Europy UEFA • Faza grupowa2    | DEP – ATM 2:1 ATM – DEP 3:0 |
| 10  | Deportivo La Coruña | 38 | 13 | 8  | 17 | 35     | 49     | −14   | 47  |                                     | DEP – ATM 2:1 ATM – DEP 3:0 |
| 11  | RCD Espanyol        | 38 | 11 | 11 | 16 | 29     | 46     | −17   | 44  |                                     |                             |
| 12  | CA Osasuna          | 38 | 11 | 10 | 17 | 37     | 46     | −9    | 43  |                                     |                             |
| 13  | UD Almería          | 38 | 10 | 12 | 16 | 43     | 55     | −12   | 42  |                                     |                             |
| 14  | Real Saragossa      | 38 | 10 | 11 | 17 | 46     | 64     | −18   | 41  |                                     |                             |
| 15  | Sporting Gijón      | 38 | 9  | 13 | 16 | 36     | 51     | −15   | 40  |                                     |                             |
| 16  | Racing Santander    | 38 | 9  | 12 | 17 | 42     | 59     | −17   | 39  |                                     |                             |
| 17  | Málaga CF           | 38 | 7  | 16 | 15 | 42     | 48     | −6    | 37  |                                     |                             |
| 18  | Real Valladolid (S) | 38 | 7  | 15 | 16 | 37     | 62     | −25   | 36  | Spadek do Segunda División          | VLD – TEN 3:3 TEN – VLD 0:0 |
| 19  | CD Tenerife (S)     | 38 | 9  | 9  | 20 | 40     | 74     | −34   | 36  | Spadek do Segunda División          | VLD – TEN 3:3 TEN – VLD 0:0 |
| 20  | Xerez CD (S)        | 38 | 8  | 10 | 20 | 38     | 66     | −28   | 34  | Spadek do Segunda División          |                             |

## Wyniki
| Gospodarz \ Gość    | ALM | ATH | ATM | BAR | DEP | ESP | GET | MLG | MAL | OSA | RAC | RMA | SEV | SPG | TEN | VAL | VLD | VIL | XER | ZAR |
| UD Almería          |     | 1:4 | 1:0 | 2:2 | 1:1 | 0:1 | 1:0 | 1:0 | 1:1 | 2:0 | 2:2 | 1:2 | 2:3 | 3:1 | 1:1 | 0:3 | 0:0 | 4:2 | 1:0 | 1:0 |
| Athletic Bilbao     | 4:1 |     | 1:0 | 1:1 | 2:0 | 1:0 | 2:2 | 1:1 | 1:3 | 2:0 | 4:3 | 1:0 | 0:4 | 1:2 | 4:1 | 1:2 | 2:0 | 3:2 | 3:2 | 0:0 |
| Atlético Madryt     | 2:2 | 2:0 |     | 2:1 | 3:0 | 4:0 | 0:3 | 0:2 | 1:1 | 1:0 | 1:1 | 2:3 | 2:1 | 3:2 | 3:1 | 4:1 | 3:1 | 1:2 | 1:2 | 2:1 |
| FC Barcelona        | 1:0 | 4:1 | 5:2 |     | 3:0 | 1:0 | 2:1 | 2:1 | 4:2 | 2:0 | 4:0 | 1:0 | 4:0 | 3:0 | 4:1 | 3:0 | 4:0 | 1:1 | 3:1 | 6:1 |
| Deportivo La Coruña | 0:0 | 3:1 | 2:1 | 1:3 |     | 2:3 | 1:3 | 1:0 | 1:0 | 1:0 | 1:1 | 1:3 | 1:0 | 1:1 | 3:1 | 0:0 | 0:2 | 1:0 | 2:1 | 0:1 |
| RCD Espanyol        | 2:0 | 1:0 | 3:0 | 0:0 | 2:0 |     | 0:2 | 2:1 | 1:1 | 2:1 | 0:4 | 0:3 | 2:0 | 0:0 | 2:1 | 0:2 | 1:1 | 0:0 | 0:0 | 2:1 |
| Getafe CF           | 2:2 | 2:0 | 1:0 | 0:2 | 0:2 | 1:1 |     | 2:1 | 3:0 | 2:1 | 0:0 | 2:4 | 4:3 | 1:1 | 2:1 | 3:1 | 1:0 | 3:0 | 5:1 | 0:2 |
| Málaga CF           | 1:2 | 1:1 | 3:0 | 0:2 | 0:0 | 2:1 | 1:0 |     | 2:1 | 1:1 | 1:2 | 1:1 | 1:2 | 1:1 | 1:1 | 0:1 | 0:0 | 2:0 | 2:4 | 1:1 |
| RCD Mallorca        | 3:1 | 2:0 | 4:1 | 0:1 | 2:0 | 2:0 | 3:1 | 1:1 |     | 2:0 | 1:0 | 1:4 | 1:3 | 3:0 | 4:0 | 3:2 | 3:0 | 1:0 | 2:0 | 4:1 |
| CA Osasuna          | 1:0 | 0:0 | 3:0 | 1:1 | 3:1 | 2:0 | 0:0 | 2:2 | 0:1 |     | 1:3 | 0:0 | 0:2 | 1:0 | 1:0 | 1:3 | 1:1 | 1:1 | 1:1 | 2:0 |
| Racing Santander    | 0:2 | 0:2 | 1:1 | 1:4 | 0:1 | 3:1 | 1:4 | 0:3 | 0:0 | 1:1 |     | 0:2 | 1:5 | 2:0 | 2:0 | 0:1 | 1:1 | 1:2 | 3:2 | 0:0 |
| Real Madryt         | 4:2 | 5:1 | 3:2 | 0:2 | 3:2 | 3:0 | 2:0 | 2:0 | 2:0 | 3:2 | 1:0 |     | 3:2 | 3:1 | 3:0 | 2:0 | 4:2 | 6:2 | 5:0 | 6:0 |
| Sevilla FC          | 1:0 | 0:0 | 3:1 | 2:3 | 1:1 | 0:0 | 1:2 | 2:2 | 2:0 | 1:0 | 1:2 | 2:1 |     | 3:0 | 3:0 | 2:1 | 1:1 | 3:2 | 1:1 | 4:1 |
| Sporting Gijón      | 1:0 | 0:0 | 1:1 | 0:1 | 2:1 | 1:0 | 1:0 | 2:2 | 4:1 | 3:2 | 0:1 | 0:0 | 0:1 |     | 0:2 | 1:1 | 0:2 | 1:0 | 2:2 | 1:1 |
| CD Tenerife         | 2:2 | 1:0 | 1:1 | 0:5 | 0:1 | 4:1 | 3:2 | 2:2 | 1:0 | 2:1 | 2:1 | 1:5 | 1:2 | 2:1 |     | 0:0 | 0:0 | 2:2 | 1:0 | 1:3 |
| Valencia CF         | 2:0 | 2:0 | 2:2 | 0:0 | 1:0 | 1:0 | 2:1 | 1:0 | 1:1 | 3:0 | 0:0 | 2:3 | 2:0 | 2:2 | 1:0 |     | 2:0 | 4:1 | 3:1 | 3:1 |
| Real Valladolid     | 1:1 | 2:2 | 0:4 | 0:3 | 4:0 | 0:0 | 0:0 | 1:1 | 1:2 | 1:2 | 2:1 | 1:4 | 2:1 | 2:1 | 3:3 | 2:4 |     | 0:2 | 0:0 | 1:1 |
| Villarreal CF       | 1:1 | 2:1 | 2:1 | 1:4 | 1:0 | 0:0 | 3:2 | 2:1 | 1:1 | 0:2 | 2:0 | 0:2 | 3:0 | 1:0 | 5:0 | 2:0 | 3:1 |     | 2:0 | 4:2 |
| Xerez CD            | 2:1 | 0:1 | 0:2 | 0:2 | 0:3 | 1:1 | 0:1 | 1:1 | 2:1 | 1:2 | 2:2 | 0:3 | 0:2 | 0:0 | 2:1 | 1:3 | 3:0 | 2:1 |     | 3:2 |
| Real Saragossa      | 2:1 | 1:2 | 1:1 | 2:4 | 0:0 | 1:0 | 3:0 | 2:0 | 1:1 | 0:1 | 2:2 | 1:2 | 2:1 | 1:3 | 1:0 | 3:0 | 1:2 | 3:3 | 0:0 |     |

Źródło: FutbolYa
Objaśnienia:
1Drużyna gospodarzy jest wymieniona po lewej stronie tabeli.
Kolory: zielony – zwycięstwo gospodarzy, żółty – remis, różowy – zwycięstwo gości.

## Stadiony
| Zespół              | Stadion                       | Pojemność |
| ------------------- | ----------------------------- | --------- |
| UD Almería          | Estadio del Mediterráneo      | 22 000    |
| Athletic Bilbao     | San Mamés                     | 39 750    |
| Atlético Madryt     | Estadio Vicente Calderón      | 54 851    |
| FC Barcelona        | Camp Nou                      | 98 772    |
| Deportivo La Coruña | Estadio Municipal de Riazor   | 34 611    |
| RCD Espanyol        | Estadi Cornellà-El Prat       | 40 000    |
| Getafe CF           | Coliseum Alfonso Pérez        | 14 400    |
| Málaga CF           | Estadio La Rosaleda           | 28 963    |
| RCD Mallorca        | ONO Estadi                    | 23 142    |
| CA Osasuna          | Estadio Reyno de Navarra      | 19 553    |
| Racing Santander    | Estadio El Sardinero          | 22 271    |
| Real Madryt         | Estadio Santiago Bernabéu     | 80 354    |
| Sevilla FC          | Estadio Ramón Sánchez Pizjuán | 42 649    |
| Sporting Gijón      | El Molinón                    | 25 885    |
| CD Tenerife         | Estadio de Tenerife           | 21 732    |
| Valencia CF         | Estadio Mestalla              | 55 000    |
| Real Valladolid     | Estadio José Zorrilla         | 26 512    |
| Villarreal CF       | El Madrigal                   | 25 000    |
| Xerez CD            | Estadio Municipal de Chapín   | 20 523    |
| Real Saragossa      | La Romareda                   | 34 596    |

## Najlepsi strzelcy
| Lp. | Piłkarz            | Klub            | Bramki |
| --- | ------------------ | --------------- | ------ |
| 1   | Lionel Messi       | FC Barcelona    | 34     |
| 2   | Gonzalo Higuaín    | Real Madryt     | 27     |
| 3   | Cristiano Ronaldo  | Real Madryt     | 26     |
| 4   | David Villa        | Valencia CF     | 21     |
| 5   | Diego Forlán       | Atlético Madryt | 18     |
| 6   | Roberto Soldado    | Getafe CF       | 16     |
| 6   | Zlatan Ibrahimović | FC Barcelona    | 16     |
| 8   | Luís Fabiano       | Sevilla FC      | 15     |
| 9   | Fernando Llorente  | Athletic Bilbao | 14     |
| 9   | Nino               | CD Tenerife     | 14     |

Źródło: Yahoo! Sport

## Statystyki

### Bramki
- Pierwsza bramka sezonu: 24 minuta i 53 sekunda – Raúl González (Real Madryt) przeciwko Deportivo La Coruña (29 sierpnia 2009)
- Pierwszy karny sezonu: 33 minuta i 48 sekunda – Cristiano Ronaldo (Real Madryt) przeciwko Deportivo La Coruña (29 sierpnia 2009)
- Najszybsza bramka meczu: 34 sekunda – Riki (Deportivo La Coruña) przeciwko Racingowi Santander (11 kwietnia 2010)
- Gol zdobyty w najpóźniejszej fazie meczu: 95 minuta i 44 sekunda – Andrés Guardado (Deportivo La Coruña) przeciwko Atlético Madryt (21 listopada 2009)
- Największy margines wygranej: sześć bramek – Real Madryt 6–0 Real Saragossa (19 grudnia 2009)
- Najwięcej bramek jednej drużyny w meczu: sześć goli

– FC Barcelona 6–1 Real Saragossa (25 października 2009)

– Real Madryt 6–0 Real Saragossa (19 grudnia 2009)

– Real Madryt 6–2 Villarreal CF (21 lutego 2010)
- Najwięcej bramek przegranej drużyny w jednym meczu: trzy gole

– Athletic Bilbao 4–3 Racing Santander (29 marca 2010)

– Getafe CF 4–3 Sevilla FC (25 kwietnia 2010)
- Najwięcej bramek jednego piłkarza w jednym meczu: trzy gole

– Roberto Soldado (Getafe CF) przeciwko Racingowi Santander (30 sierpnia 2009)

– Seydou Keita (FC Barcelona) przeciwko Realowi Saragossa (25 października 2009)

– Roberto Soldado (Getafe CF) przeciwko Xerez CD (29 listopada 2009)

– Lionel Messi (FC Barcelona) przeciwko CD Tenerife (10 stycznia 2010)

– Lionel Messi (FC Barcelona) przeciwko Valencii CF (14 marca 2010)

– Gonzalo Higuaín (Real Madryt) przeciwko Realowi Valladolid (14 marca 2010)

– Lionel Messi (FC Barcelona) przeciwko Realowi Saragossa (21 marca 2010)

– Cristiano Ronaldo (Real Madryt) przeciwko Realowi Mallorca (5 maja 2010)
- Pierwszy samobójczy gol sezonu: 31 minuta i 41 sekunda David Prieto (Xerez CD) dla Athletic Bilbao (13 września 2009)
- Pierwszy hat-trick sezonu: Roberto Soldado (Getafe CF) przeciwko Racingowi Santander (30 sierpnia 2009)

### Kartki
- Pierwsza żółta kartka sezonu: 33 minuta – Daniel Aranzubía (Deportivo La Coruña) w meczu przeciwko Realowi Madryt (29 sierpnia 2009)
- Pierwsza czerwona kartka sezonu: 41 minuta i 39 sekunda – Leandro Gioda (Xerez CD) w meczu przeciwko Realowi Mallorca (30 sierpnia 2009)
- Kartonik pokazany w najpóźniejszym momencie meczu: 95 minuta i 10 sekunda – Cléber Santana (Atlético Madryt), czerwona kartka w meczu przeciwko Deportivo La Coruña (21 listopada 2009)

### Mecze
- Najdłuższy doliczony czas gry pierwszej połowy: 5 minut i 2 sekundy – Real Valladolid – Athletic Bilbao (4 października 2009)
- Najdłuższy doliczony czas gry drugiej połowy: 7 minut i 12 sekund – Villarreal CF – Athletic Bilbao (13 lutego 2010)

## Polacy w Primera División
- Jerzy Dudek – Real Madryt